# Quinto Antistio Advento

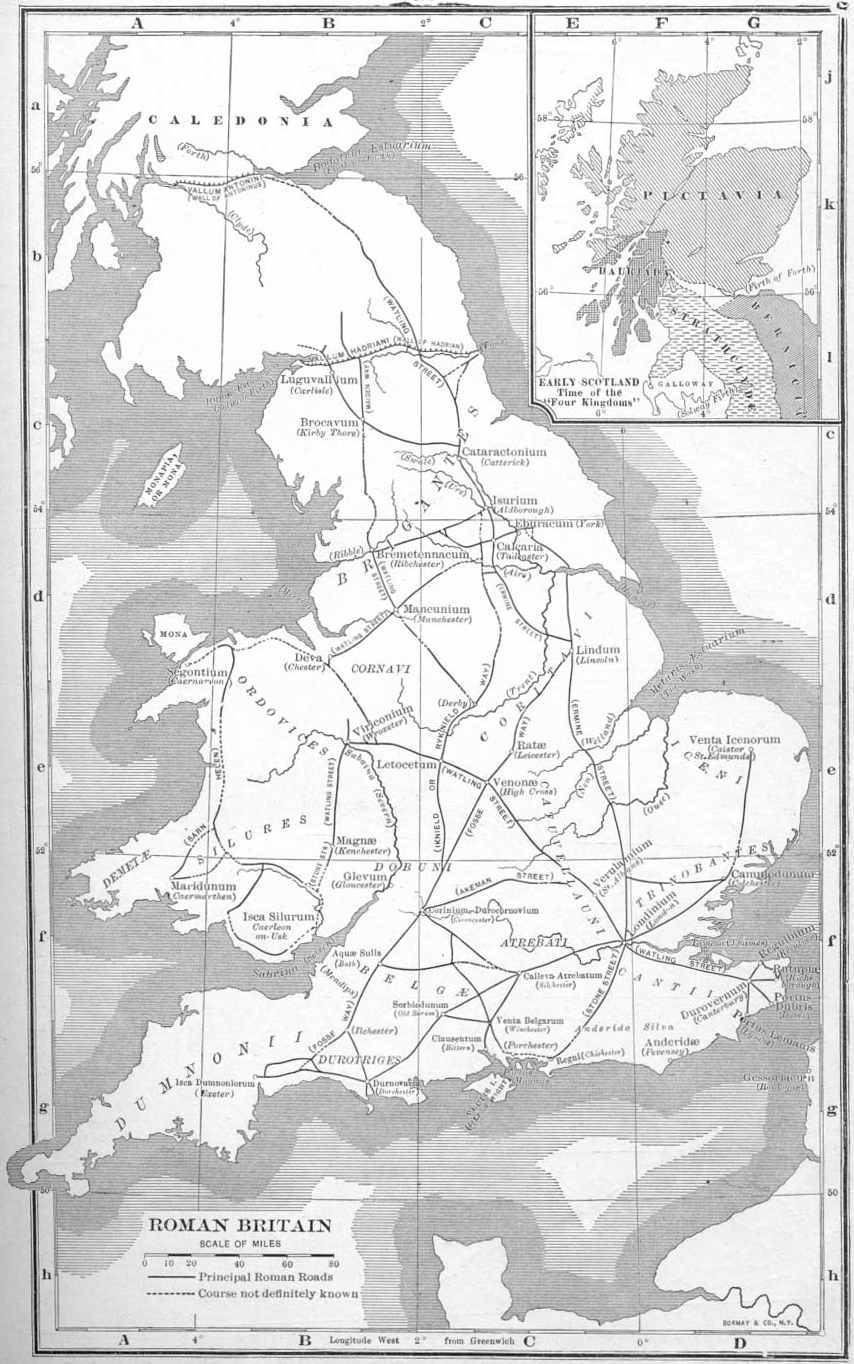
Britania Romana.

Quinto Antistio Advento Postumio Aquilino (en latín, Quintus Antistius Adventus Postumius Aquilinus) fue un político y militar romano que desarrolló su carrera en la segunda mitad del siglo II, bajo los imperios de Antonino Pío, Lucio Vero y Marco Aurelio.

## Biografía
Natural del municipio Thibilis en Numidia, conocemos buena parte de su carrera a través de una inscripción de su municipio de origen, cuyo desarrollo es el siguiente:

[Q(uinto) Antistio Advento]

Q(uinti) f(ilio) Quir(ina) Postumio A[q]u[i]

lino co(n)s(uli) sacerdoti fetia

li leg(ato) Aug(usti) pr(o) pr(aetore) provinc(iae) Ger 4

maniae inferioris leg(ato) Aug(usti)

at praetenturam Italiae et

Alpium expeditione Germa

nica cura(tori) operum locorumq(ue) 8

publicorum leg(ato) Aug(usti) pr(o) pr(aetore)

provinc(iae) Arabiae leg(ato) Aug(usti) leg(ionis)

VI Ferratae et secundae Ad

iutricis translato in eam ex 12

peditione Parthica qua do

natus est donis militaribus

coronis murali vallari au

rea hastis puris tribus ve 16

xillis duobus praetori leg(ato)

pr(o) pr(aetore) provinc(iae) Africae tr(ibuno) pl(ebis) se

viro eq(uitum) R(omanorum) q(uaestori) pr(o) pr(aetore) provinc(iae)

Macedoniae tribuno mil(itum)
leg(ionis) I Minervae P(iae) F(idelis) IIIIvir(o) 20

viarum curandarum

Sex(tus) Marcius Maximus ob in

signem eius in se ben<e=I>volen

tiam s(ua) p(ecunia) p(osuit) d(e)d(icavit) 24

Comenzó su cursus honorum bajo Antonino Pío como cuatorvir viarum curandarum, al cargo de la conservación de las calles de Roma, dentro del vigintivirato, para pasar a ser después tribuno laticlavio en la Legio I Minervia en su base de Bonna (Bonn, Alemania) en Germania Inferior.
Su primera magistratura regular fue la de cuestor, asignado al procónsul de la provincia senatorial Macedonia. De vuelta a Roma, fue seviro equitum romanorum, aunque no en el orden habitual, ya que este cargo solía desempeñarse antes de comenzar el orden regular de magistraturas, para ser designado inmediatamente tribuno de la plebe. Su siguiente cargo, también es irreular, ya que fue enviado a la provincia África como legado propretor del procónsul senatorial de la provincia, rango que se ejercía normalmente tras la pretura.
De nuevo en roma, fue designado pretor al final del imperio de Antonino Pío y enviado inmediatamente a Panonia Inferior como legado de la Legio II Adiutrix con base en Aquincum (Budapest, Hungría), trasladando la unidad en 160-161 a oriente para participar en las guerras partas bajo el mando de Lucio Vero, operaciones en las que se distinguió por su valor y capacidad de mando, obteniendo por ello las condecoraciones de corona mural, corona vallaris, corona aúrea, tres hastas puras y dos vexilla. Como premio, fue nombrado legado de la Legio VI Ferrata, con base en Bostra (Bosra, Siria), capital de la provincia Arabia, cuyo gobierno también le fue asignado a la vez como gobernador; en 167, fue consul suffectus.
Una vez desarrollado su consulado, fue nombrado curator operorum publicarum, encargado del mantenimiento de las obras públicas de la Urbe y nombrado sacerdote fecial; su carrera debería haber culminado con la tranquilidad de uno de los proconsulados senatoriales en África o Asia, pero la emergencia provocada por las invasiones de cuados y marcomanos al inicio de las guerras marcomanas hicieron que Marco Aurelio le nombrase leago prop pretor de una provincia ad hoc la pretentura de Italia y Alpes, pensada para coordinar la defensa del norte de Italia y de las provincias de Recia y Nórico. Poco después, hacia 170, fue enviado como gobernador a la provincia Germania Inferior, y entre 173 y 176 fue nombrado de Britania; si bien la provincia había sido pacificada por su antecesor en el cargo, Sexto Calpurnio Agrícola, en los comienzos de su gobierno Marco Aurelio envió un contingente de cinco mil quinientos hombres de caballería sármata que darían origen a la famosa guarnición de Bremetenacum Veteranorum (en la actualidad, Ribchester en Lancashire). Fue sucedido por Carelio Prisco alrededor del año 177.
La única evidencia epigráfica de su gobierno en la isla está dada por una piedra de altar encontrada en Longovicium (Lanchester, Durham, Reino Unido), datada ca. 175-6, cuyo texto es:

Num(ini) Aug(usti) et

Gen(io) coh(ortis) I F(idae)

Vardullorum

c(ivium) R(omanorum) eq(uitatae) oo(miliariae) sub An

tistio Adven

to leg(ato) Aug(usti) pr(o) p[r(aetore)]

F(lavius) Titianus trib(unus)

d(e) s(uo) d(edit)

Su traducción es: «Al divino espíritu del emperador y al genio de la Cohors I Fida Vardulorum miliaria equitata civium Romanorum,bajo Antistio Advento, legado pro praetore del emperador, el tribuno Flavio Titiano hace esta muestra de su devoción».

## Matrimonio y descendencia
Contrajo matrimonio con Novia Crispia, con la que tuvo un hijo llamado Lucio Antistio Burro, consul ordinarius en 181, bajo Cómodo.